# José Amat y Sempere
José Amat y Sempere (Elda, abril de 1826 - Sagunto, 4 de febrero de 1902) fue un político y abogado español.

## Biografía
Miembro de una familia acaudalada del Valle de Elda, estudió derecho en la Universidad de Valencia y al acabar la carrera trabajó como abogado y después como notario. En 1843 participó en la revuelta contra el regente Baldomero Espartero. Después se afilió al Partido Progresista, con el que fue elegido alcalde de Elda de 1854 a 1856. Fue destacable su intervención durante la epidemia de cólera que sufrió la ciudad en 1855 (véase: Pandemias de cólera en España). 
En 1863 ingresó en la Unión Liberal y fue nombrado nuevamente alcalde de Elda de 1863 a 1866, pero fue destituido por Narváez, quien lo desterró. Participó activamente en la revolución de 1868 y fue nombrado nuevamente alcalde y juez municipal de Elda. Al mismo tiempo, fue elegido diputado por el distrito de Monóvar en las elecciones generales de 1871 y abril de 1872. Poco a poco abandonó el liberalismo e ingresó en el Partido Conservador, con el que fue elegido diputado por Monóvar a las elecciones generales de 1876. En enero de 1878 renunció al escaño, pero continuó como jefe comarcal del Partido Conservador, con el que fue nombrado nuevamente alcalde de Elda en 1896. Tras el asesinato de Cánovas del Castillo se retiró de la política y cedió la dirección comarcas del partido a su sobrino José Maestre Vera. Después se estableció en Sagunto, donde murió. Hay una calle con su nombre en Elda.